# Antonio de Covarrubias y Leiva

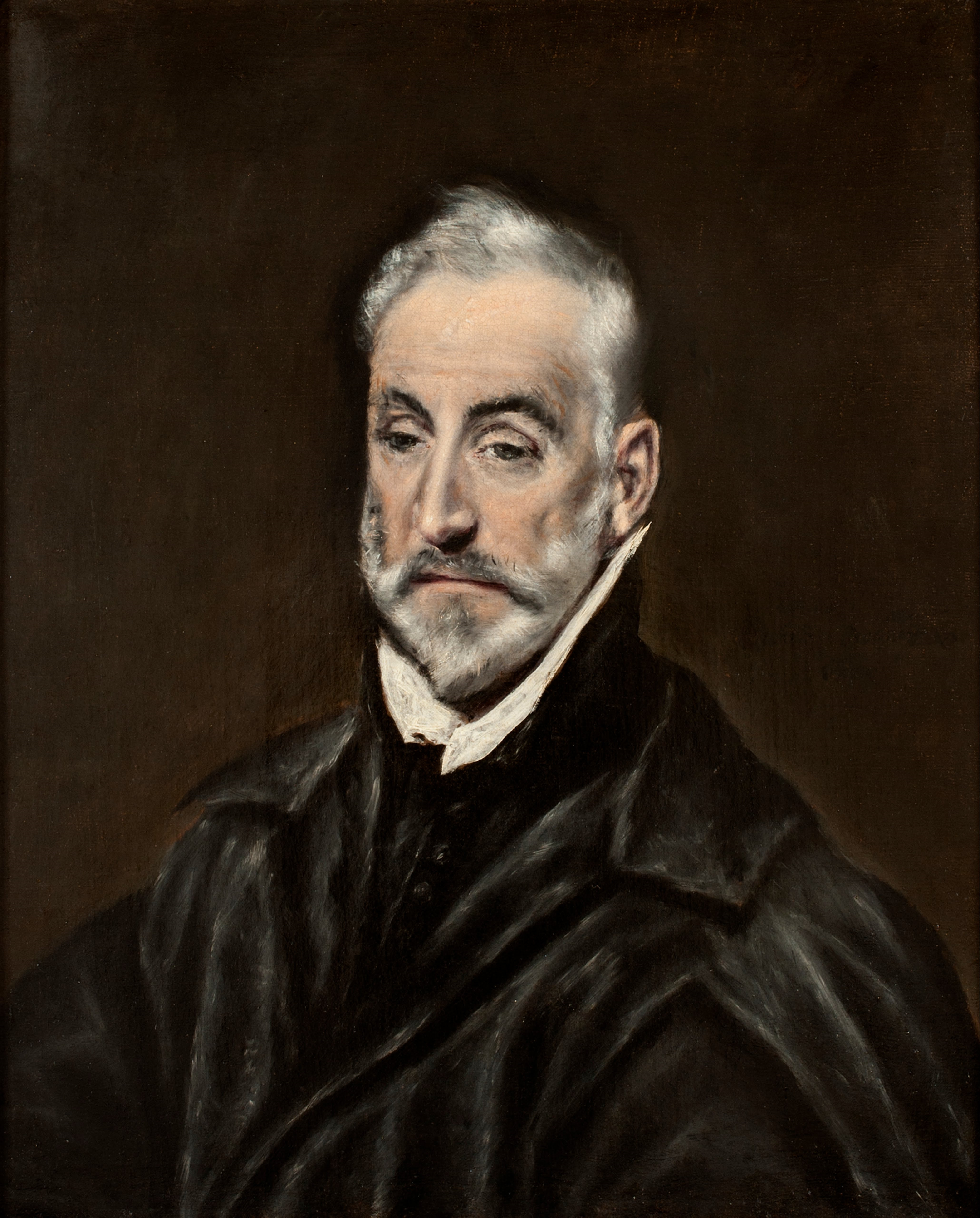
El Greco, Antonio de Covarrubias y Leiva, c. 1600. Óleo sobre lienzo, 68 x 57 cm, Toledo, Museo del Greco.

Antonio de Covarrubias y Leiva (Toledo, 1514-1602) fue un humanista español. Catedrático de derecho civil en la Universidad de Salamanca, oidor de las reales chancillerías de Granada y Valladolid, legista en la tercera sesión del Concilio de Trento, helenista y miembro del Consejo de Castilla, en 1580, tras quedar parcialmente sordo a causa de una enfermedad, se retiró a Toledo donde, ordenado sacerdote y tras superar un examen de limpieza de sangre, ocupó una canonjía y el cargo de maestrescuela de la catedral, que llevaba aparejado el título de rector de la Universidad de Santa Catalina.

## Biografía
Hijo del arquitecto Alonso de Covarrubias y de María Gutiérrez de Egas, hija de Enrique Egas, y hermano de Diego de Covarrubias, que llegaría a ser presidente del Consejo de Castilla y obispo de Segovia, se licenció en Leyes en la Universidad de Salamanca en 1556. Dos años después tomó posesión de la cátedra de Derecho Civil romano y en 1561 pasó a Granada como oidor de la chancillería. Acompañando a su hermano asistió a la tercera sesión del Concilio de Trento, celebrada entre 1561 y 1563. En Trento los hermanos hicieron acopio de obras griegas y, de regreso a España, se hicieron acompañar por Antonio Calosinás, instalado en Toledo, y Nicolás de la Torre, cretense, instalado en Segovia, amanuenses del taller de Andrés Darmarius, a quienes se deben numerosas copias manuscritas de códices griegos, muchas de ellas ahora guardadas en El Escorial y la Biblioteca Nacional de España.
En 1573 entró en el Consejo de Castilla, presidido por su hermano Diego, y permaneció en él hasta 1580 cuando, a causa de la sordera y viudo de María de Tapia, se retiró a Toledo en compañía de su hija María. Ordenado sacerdote, el 6 de octubre de 1580 tomó posesión de la dignidad de maestrescuela de la catedral y de la canonjía dejada vacante por Alonso Delgado, promovido al obispado de Astorga.
Poseedor de una rica biblioteca, en la que figuraban unos cuarenta códices griegos, alguno de sus libros pasó a su muerte a la biblioteca del Greco, quien lo había retratado como canónigo y maestrescuela en El entierro del conde de Orgaz (1587), a la derecha y de perfil, y hacia 1600 de busto largo, por encargo de Pedro Salazar de Mendoza (París, musée du Louvre y Toledo, Museo del Greco).
El cretense, en su ejemplar de Los diez libros de arquitectura de Vitrubio anotados por Daniele Barbaro, Venecia, 1556, ensalzó la bondad y sabiduría del amigo, «milagro de la naturaleza», en el que conviven «elocuencia y elegancia ciceroniana», dominio del griego y una infinita bondad y prudencia:

...quiero ir vagando sobre lo que puedo deducir en una sola palabra con acudir a aquel Antonio de Covarrubias (diría que es un milagro de la naturaleza) en el que no solo vive..., elocuencia y elegancia ciceroniana y el perfecto conocimiento de la lengua griega, sino también una infinita bondad y prudencia, que de tal manera resplandece que turba la vista y me impide seguir adelante, no digo solo a mí, con esta pluma de pintor ignorante, sino también que las plumas de los demás eruditos se quedarían cortas por mucho que, a la larga, las extendieran y por eso el bien llamado [Rodrigo de la] Fuente empezaba y acababa en una sola palabra con decir de él que era una única ave Fénix...

También se vio favorecido con la generosidad de Covarrubias Justo Lipsio, a quien obsequió con las obras de Onosandro y Herón, de las que tenía necesidad para la redacción de sus Poliorcética (1596). Lipsio le respondió, en agradecimiento, que «ni la lengua ni la pluma pueden expresar lo que te debo por este regalo tuyo, oh gran luminaria de España», y en carta a Pedro Pantino escribió: «Qué decir de nuestro Covarrubias, aquel viejo digno de los tiempos de Homero... ¡Oh varón tan estimado por mí desde hace ya lustros a quien formó por sus propias manos la sesuda Minerva!».